# Méthode de Ferrari
La méthode de Ferrari imaginée et mise au point par Ludovico Ferrari (1540) permet de résoudre par radicaux les équations du quatrième degré, c'est-à-dire d'écrire les solutions comme une combinaison d'additions, soustractions, multiplications, divisions, et racines carrées, cubiques et quartiques constituée à partir des coefficients de l'équation. Elle fournit pour les quatre solutions, sous une apparence différente, la même formule que celle des méthodes ultérieures de Descartes (1637) et de Lagrange (1770).

## Principe de la méthode
On ramène d'abord l'équation (en divisant par le coefficient dominant puis en translatant la variable de façon à éliminer le terme de degré 3) à une équation de la forme
{\displaystyle z^{4}+pz^{2}+qz+r=0}.
Le point central de la méthode, consiste à remplacer ensuite le monôme z4 par le polynôme (z2 + λ)2 – 2λz2 – λ2, paramétré par λ, et à trouver une valeur de λ convenable, qui permette d'écrire z4 + pz2 + qz + r comme une différence de deux carrés donc, via une identité remarquable, comme un produit de deux polynômes du second degré.
Certains auteurs, préfèrent commencer par une complétion du carré, z4 + pz2 = (z2 + p/2)2 – p2/4, ce qui leur permet de présenter la méthode de Ferrari avec un autre paramètre (u = λ – p/2), égal à la moitié de celui de Descartes et Lagrange (y = 2λ – p).

## Mise en œuvre
{\displaystyle {\begin{array}{rl}z^{4}+pz^{2}+qz+r&=(z^{2}+\lambda )^{2}-2\lambda z^{2}-\lambda ^{2}+pz^{2}+qz+r\\&=(z^{2}+\lambda )^{2}-\left[(2\lambda -p)z^{2}-qz+\lambda ^{2}-r\right].\end{array}}}
Le terme (2λ – p)z2 – qz + λ2 – r, vu comme polynôme en z, s'écrit sous forme d'un carré si et seulement si son discriminant, q2 – 4(2λ – p)(λ2 – r), est nul.
On résout donc l'équation correspondante, appelée cubique résolvante (en) :
{\displaystyle 8\lambda ^{3}-4p\lambda ^{2}-8r\lambda +4rp-q^{2}=0},
en utilisant l'une des méthodes classiques de résolution d'une équation de degré 3.
En choisissant une solution λ0, puis a0, b0 (éventuellement complexes) tels que :
{\displaystyle a_{0}^{2}=2\lambda _{0}-p\quad {\text{et}}\quad b_{0}=-{\frac {q}{2a_{0}}}},
l'équation initiale devient :
{\displaystyle (z^{2}+\lambda _{0})^{2}-(a_{0}z+b_{0})^{2}=0}
ou encore :
{\displaystyle (z^{2}+a_{0}z+\lambda _{0}+b_{0})(z^{2}-a_{0}z+\lambda _{0}-b_{0})=0},
ce qui équivaut à l'annulation d'un des deux facteurs :
{\displaystyle z^{2}+a_{0}z+\lambda _{0}+b_{0}=0\quad {\text{ou}}\quad z^{2}-a_{0}z+\lambda _{0}-b_{0}=0}.
Chacune de ces deux équations fournit deux valeurs pour z, soit quatre valeurs en tout.

Presque tous les auteurs excluent implicitement le cas où 2λ0 – p est nul (qui conduirait à une division par a0 = 0 dans la définition ci-dessus de b0). Mais dans ce cas, q = 0 donc l'équation z4 + pz2 + qz + r = 0 est simplement une équation bicarrée.

Pour des exemples, voir la leçon sur Wikiversité (lien ci-dessous) et ses exercices.